# 海桐状香草
海桐状香草（学名：Lysimachia pittosporoides）为报春花科珍珠菜属的植物，为中国的特有植物。分布于中国大陆的云南等地，生长于海拔1,400米至1,800米的地区，常生长在石灰岩山地混交林下以及灌丛中，目前尚未由人工引种栽培。